# Montserrat Recreational Demonstration Area Rock Bath House
 (août 2020).
Pour les articles homonymes, voir Montserrat.
La Montserrat Recreational Demonstration Area Rock Bath House est un bâtiment abritant des toilettes publiques dans le comté de Johnson, dans le Missouri, aux États-Unis. Situé au sein du Knob  Noster State Park, ce bloc sanitaire construit par la Work Projects Administration dans le style rustique du National Park Service en 1939 est inscrit au Registre national des lieux historiques depuis le 4 mars 1985.